# Georges Perron
Georges Marcel Émile Nicolas Perron (ur. 12 stycznia 1925 w Chemillé, zm. 6 maja 2021 w Angers) – francuski duchowny rzymskokatolicki posługujący w Dżibuti, w latach 1993-2001 biskup Dżibuti, franciszkanin.

## Życiorys
8 września 1945 złożył śluby zakonne. Święcenia kapłańskie przyjął 29 czerwca 1951. 21 listopada 1992 został prekonizowany biskupem Dżibuti. Sakrę biskupią otrzymał 14 marca 1993. 13 marca 2001 przeszedł na emeryturę.